# Sedition
Sedition — второй студийный альбом новозеландской дэт-метал-группы Dawn of Azazel, выпущенный в Новой Зеландии в октябре 2005 года на лейбле Extreme Imprints и 5 сентября 2006 года на лейбле Ibex Moon Records в остальном мире.
После предыдущего альбома, Law of the Strong, состав группы уменьшился с квартета до трио. Рецензент AllMusic Стюарт Мейсон пишет, что бас-гитару на альбоме не слышно, а плохая игра барабанщика вкупе с слабым гитарным звуком делают песни безжизненными.

## Список композиций
| №                   | Название                     | Длительность |
| ------------------- | ---------------------------- | ------------ |
| 1.                  | «Spare None»                 | 3:23         |
| 2.                  | «Swathed in Impurity»        | 3:19         |
| 3.                  | «The Road to Babalon»        | 2:42         |
| 4.                  | «Descent into Eminence»      | 4:17         |
| 5.                  | «Villainy Endures»           | 2:44         |
| 6.                  | «Sedition»                   | 3:07         |
| 7.                  | «Violence and Uncleanliness» | 2:10         |
| 8.                  | «Sin (Amongst the Kings)»    | 4:20         |
| 9.                  | «Master of the Strumpets»    | 3:05         |
| Общая длительность: | Общая длительность:          | 29:12        |

## Участники записи
- Rigel Walshe — вокал, бас-гитара
- Joe Bonnett — гитара
- Martin Cavanagh — ударные